# Bulldozer (banda)
Bulldozer fue una banda de metal fundada en Milán el año 1980, separada en 1981 y refundada en 1984, vuelta a separar en 1990 y reunida de nuevo en 2008. Es considerada como uno de los grupos de metal originarios de Italia más importantes junto con Stranna Officina, Vanadium, Sabotage, Necrodeath y Death SS.

## Historia

### Inicio
Nacido en 1980 como un grupo que realizaba covers de Iron Maiden, Judas Priest, Motörhead y Black Sabbath. A causa del Servicio Militar, tuvieron que separarse en 1981. En febrero de 1984 se refunda el grupo y grabaron un disco de 45 rpm con dos canciones llamado Fallen Angel, en el cual mostraban fuertes influencias de Venom, Bathory y Slayer. Fueron observados por el sello discográfico holandés Roadrunner Records y firmaron un contrato en noviembre de ese año, convirtiéndose en el primer grupo de metal italiano que graba para un sello extranjero. Desafortunadamente, el resultado no se tradujo en un crecimiento significativo de la popularidad mundial de la banda debido a una mala promoción de la producción por parte del sello (incluido la publicación de un libro de fotos desechadas por la banda como una tapa), además que el vocalista Alberto Contini no podía salir del país debido a que no había realizado su Servicio Militar (el Servicio Civil no estaba previsto como una alternativa), lo cual los imposibilitó como banda para realizar una gira internacional.

### Época dorada
El bajista Dario Carra y el baterista Erminio Galli dejaron la banda para posteriormente formar Neurodeliri, así, AC Wild pasa a ser bajista y vocalista mientras que en la batería llega Don Andras. Poco después, grabaron con Roadrunner Records su álbum The Day of Wrath, lanzado en 1985 y bajo la producción del inglés Algy Ward, el cual ya había trabajado con Damned y con Tank , lanzando después en 1986 el álbum ‘’The Final Separation’’, logrando incluso tocar con Venom.
A pesar de lo anterior, la relación con la discográfica holandesa no era idílica, siendo un ejemplo de esto la decisión de no incluir las letras dentro de cada álbum y no dar posibilidades al grupo de escoger la portada de cada producción, terminando finalmente el contrato con esta. Se cambiaron a Discomagic, con la cual grabaron el álbum IX con el nuevo baterista Rob Klister Cabrini, el cual reemplazaría a Don Andras. En este CD se le dedicó una canción a Milán (The Derby) y otra a Illona Staller (Illona the very best).
En 1988 se suicida el exbajista Dario Carra, lo cual conmocionó a muchos fanes de la banda. Durante ese año, Bulldozer lanza el álbum Neurodeliri en su memoria, siendo considerado uno de los más representativos de la banda y fue juzgado positivamente por la crítica italiana.
En 1990 lanzan su único disco en vivo, ‘’Alive…In Poland’’, el cual es un registro del concierto dado en Katowice, Polonia, el 19 de noviembre de 1989.

### Exmiembros en la actualidad
El exbaterista Cabrini toca en el grupo Sniffer Dog, con el cual buscaron acercarse al Nü metal. El exguitarrista Andy Panigada tocó en el álbum Free Man de Steve Sylvester y colaboró en producciones de Death SS. También colabora en un álbum en solitario del miembro de Bonarda Bastarda, Ul Mik Longobardeath. AC Wild edita en varios géneros, incluida algunos registros de música clásica lanzado en Japón, pero no es productor excepto de un álbum de música clásica experimental, Vivaldi, reuniéndose con el baterista de Slayer, Dave Lombardo.
- Dario Carria (R.I.P. 1988) - Bass (1980-1985) (Neurodeliri)
- Erminio Galli - Drums (1980-1985) (Neurodeliri)
- ``Don`` Andras - Drums, Vocals (1985-1987)
- Dr. D.O.P.E. - Vocals (Guest) on ``Dance Got Sick!``